# Nerf
Nerf è un marchio di giocattoli creati da Parker Brothers e di proprietà di Hasbro, attivo nella vendita di armi giocattolo sparanti dardi, laser o acqua.

## Armi Nerf
I blaster nerf sono suddivisi in:

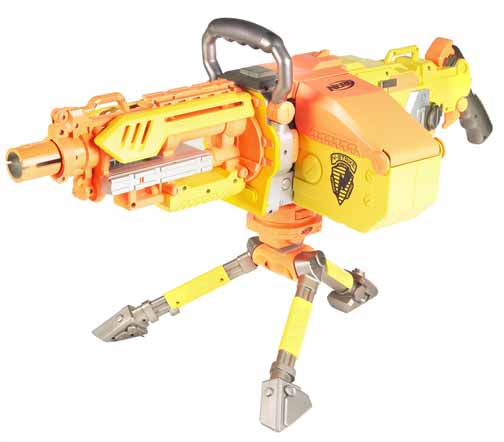
Una N-Strike Vulcan, il cui design si ispira a quello di lanciagranate automatici come il Mk 19

- Vortex: sparano dischi rivestiti di foam
- N-Strike: sparano 3 tipi di dardi: i suction: con una ventosa sulla punta, gli whistler, con una testina che fischia se sparati, e gli streamline, utilizzati per i modelli a caricatore. Ad oggi sono fuori produzione ed erano caratterizzati dalla colorazione gialla o blu come ad esempio il Raider cs-35. Includono anche molti fucili che possono essere modificati usando pezzi aggiuntivi venduti insieme ai fucili (alcuni) o acquistati separatamente, definiti N-Strike Modulus, ed usano prevalentemente proiettili costruttivamente identici agli Elite.
- Elite, evoluzione degli N-Strike standard, generalmente sono blu.
- Dart Tag: vengono utilizzati in specifiche Nerf War dal momento che sparano dardi con il velcro, i giocatori devono indossare appositi gilè sui quali i dardi rimangono incastrati. La forma di questo tipo di Nerf è più arrotondata e ricorda meno quella delle armi vere.
- Lazer tag: pistole a raggi infrarossi impiegate nel laser tag.
- Super Soaker: pistole ad acqua.
- Rivals: utilizzano dardi sferici ed hanno generalmente una grande potenza.
- Mega: Nerf che utilizzano dardi della serie MEGA, sono caratterizzati dal colore rosso acceso.
- Ultra: Nerf di ultima generazione, alimentati a batterie e caratterizzati da una maggiore gittata. Sono di colore bianco e la scritta Ultra è rifinita in colorazione oro.

### Tipologie di dardi

#### Elite

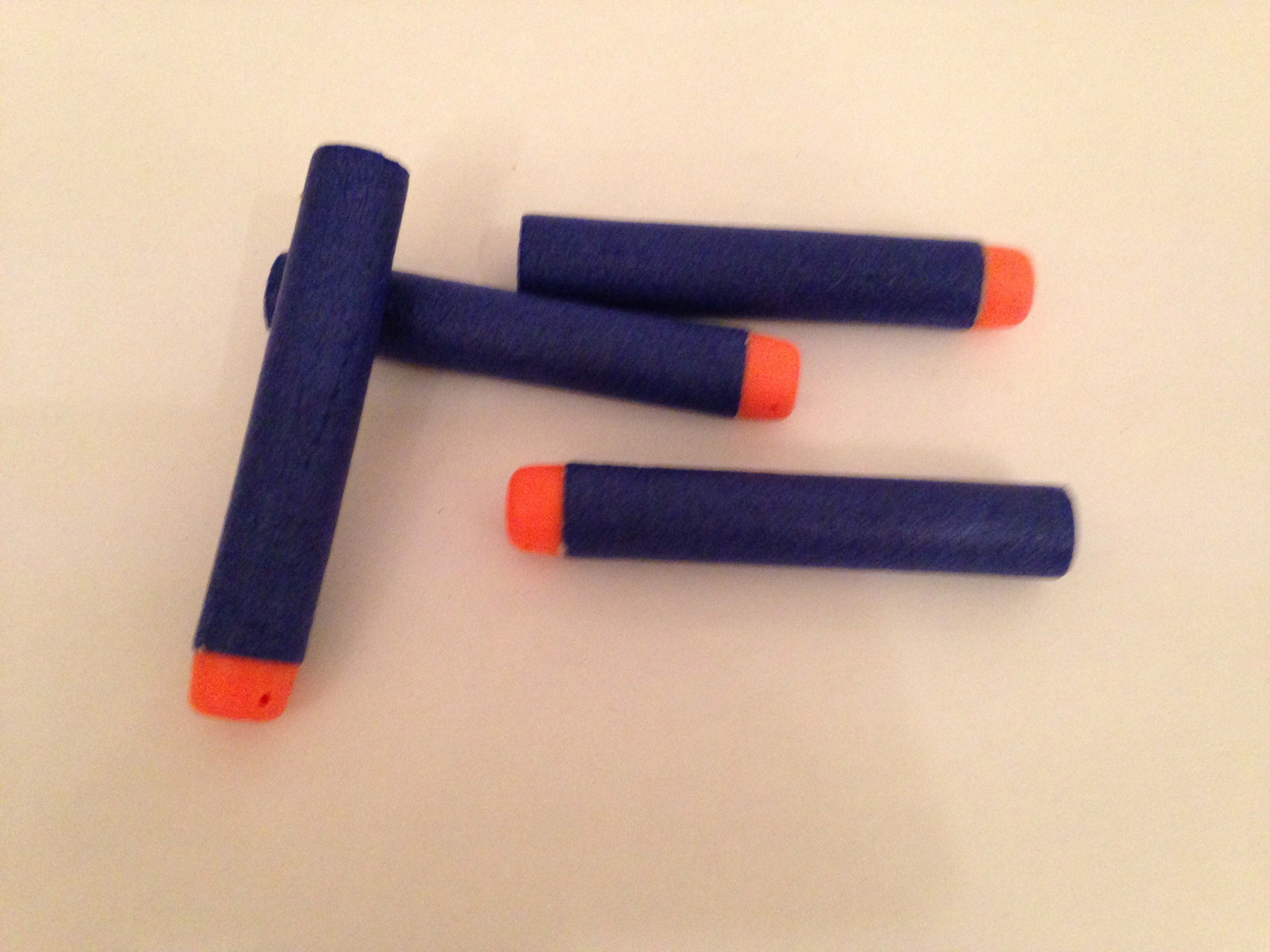
Dardi Nerf di tipo Elite, tra i più usati in assoluto.

Si tratta dei dardi più semplici in assoluto, hanno una testina cava e di diametro inferiore a quello del corpo del dardo, in molti casi queste due parti hanno colorazioni differenti.

#### Whistler
Dardi oramai fuori produzione, hanno una testina di gomma più grande del corpo del dardo con un piccolo foro grazie al quale emettono un caratteristico "fischio" quando vengono sparati. Possono essere definiti i precursori dei dardi MEGA.

#### Dart Tag
Anche questi fuori produzione, hanno la testina ricoperta di velcro.

#### Mega

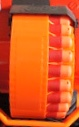
Dardi MEGA all'interno del caricatore a tamburo del Nerf Mastodon.

Sono in tutto e per tutto uguali ai Whistler, ma di maggiori dimensioni e dunque compatibili solo con Nerf della serie MEGA.

#### Accustrike
Dardi di precisione con la testina attorcigliata, generalmente vengono utilizzati su Nerf da cecchino. A causa della loro elevata qualità costano di più rispetto ad altri dardi.

#### Ultra
Questa tipologia di dardo è compatibile solamente con i Nerf della serie Ultra, sono realizzati in simil-polistirolo anziché nel classico materiale spugnoso e possono raggiungere notevoli distanze, inoltre presentano una coda a "freccia" diversa dal normale foro alla fine del dardo.

#### Rivals
Palline in spugna con diametro di due centimetri.

#### Dardi speciali
L'azienda nel corso della sua storia ha prodotto anche numerosi dardi dalle forme particolari, come frecce per archi e balestre o anche piccoli missili.

## Pericolosità e provvedimenti
Nel 2009 le armi-giocattolo Nerf sono state vietate dalla Università del Colorado, anche a seguito della sospensione di due ore di una lezione causata dall'introduzione di una di queste armi.
La polizia di Duluth, Minnesota, nel 2015 ha espresso preoccupazione per l'uso delle armi-giocattolo Nerf, in particolare molti studenti usano queste armi alla guida di veicoli, non solo dimenticandosi di allacciarsi la cintura di sicurezza ma violando il codice della strada. Molti bambini che usano queste armi da veicoli guidati da adulti spesso non tengono la cintura allacciata, in quanto troppo concentrati sul gioco.
La somiglianza di queste armi, spesso dipinte per assomigliare ad armi vere, è stata spesso fonte di fraintendimenti con le forze dell'ordine. Nel 2014 a Wausau, su chiamata di alcuni provati cittadini preoccupati da vedere ragazzi maneggiare delle armi, la polizia è intervenuta arrestando sei studenti impegnati in una "Nerf war", una battaglia combattuta con armi Nerf.